# Krzeszowice
Krzeszowice é um município da Polônia, na voivodia da Pequena Polônia e no condado de Cracóvia. Estende-se por uma área de 16,92 km², com 10 090 habitantes, segundo os censos de 2017, com uma densidade de 594,6 hab/km².